# Keith County
Keith County ist ein County im Bundesstaat Nebraska der Vereinigten Staaten. Der Verwaltungssitz (County Seat) ist Ogallala, das nach dem Volk der Oglala benannt wurde.

## Geographie
Das County liegt im mittleren Westen von Nebraska, grenzt im Südwesten an die äußerste nordöstliche Ecke von Colorado und  hat eine Fläche von 2874 Quadratkilometern, wovon 126 Quadratkilometer Wasserfläche sind. Es grenzt im Uhrzeigersinn an folgende Countys: Arthur County, McPherson County, Lincoln County, Perkins County, Deuel County und Garden County.

## Geschichte
Keith County wurde 1873 gebildet. Benannt wurde es nach Morrill C. Keith, dem Großvater von Gouverneur Keith Neville.
Elf Bauwerke und Stätten des Countys sind im National Register of Historic Places eingetragen (Stand 11. Februar 2018).

## Demografische Daten

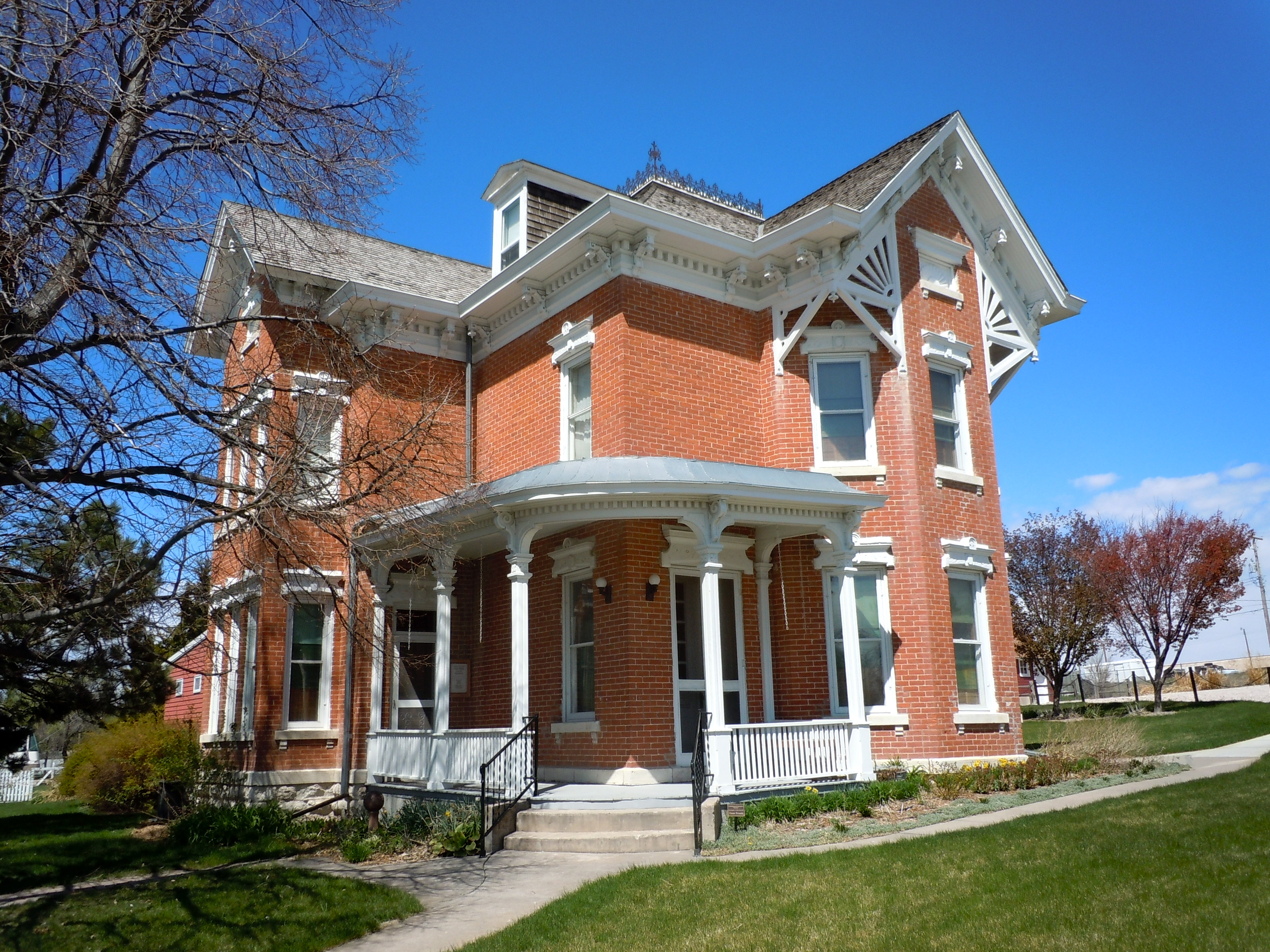
Leonidas A. Brandhoefer Mansion, gelistet im NRHP

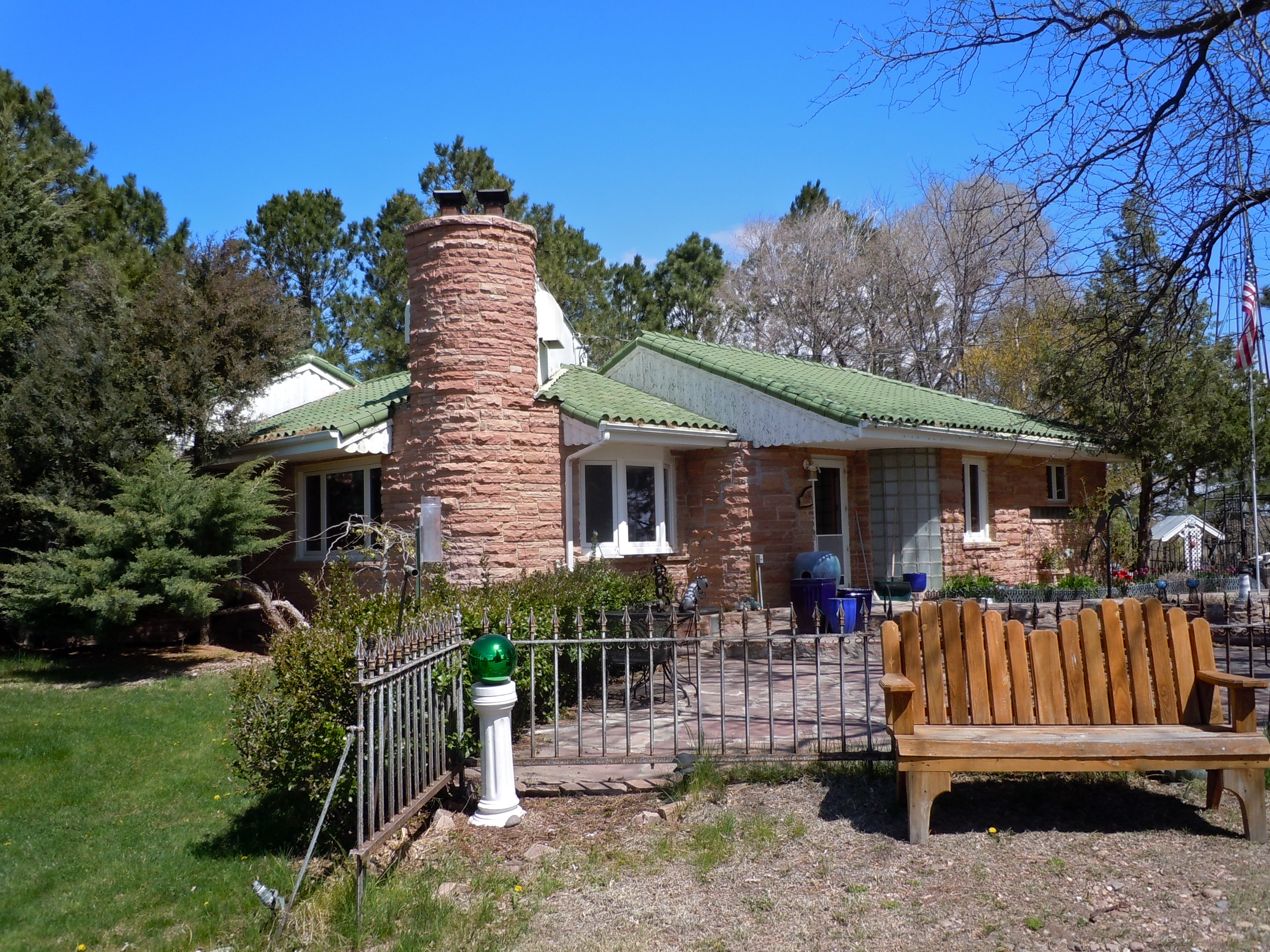
Dr. Burdette and Myrna Gainsforth House, gelistet im NRHP

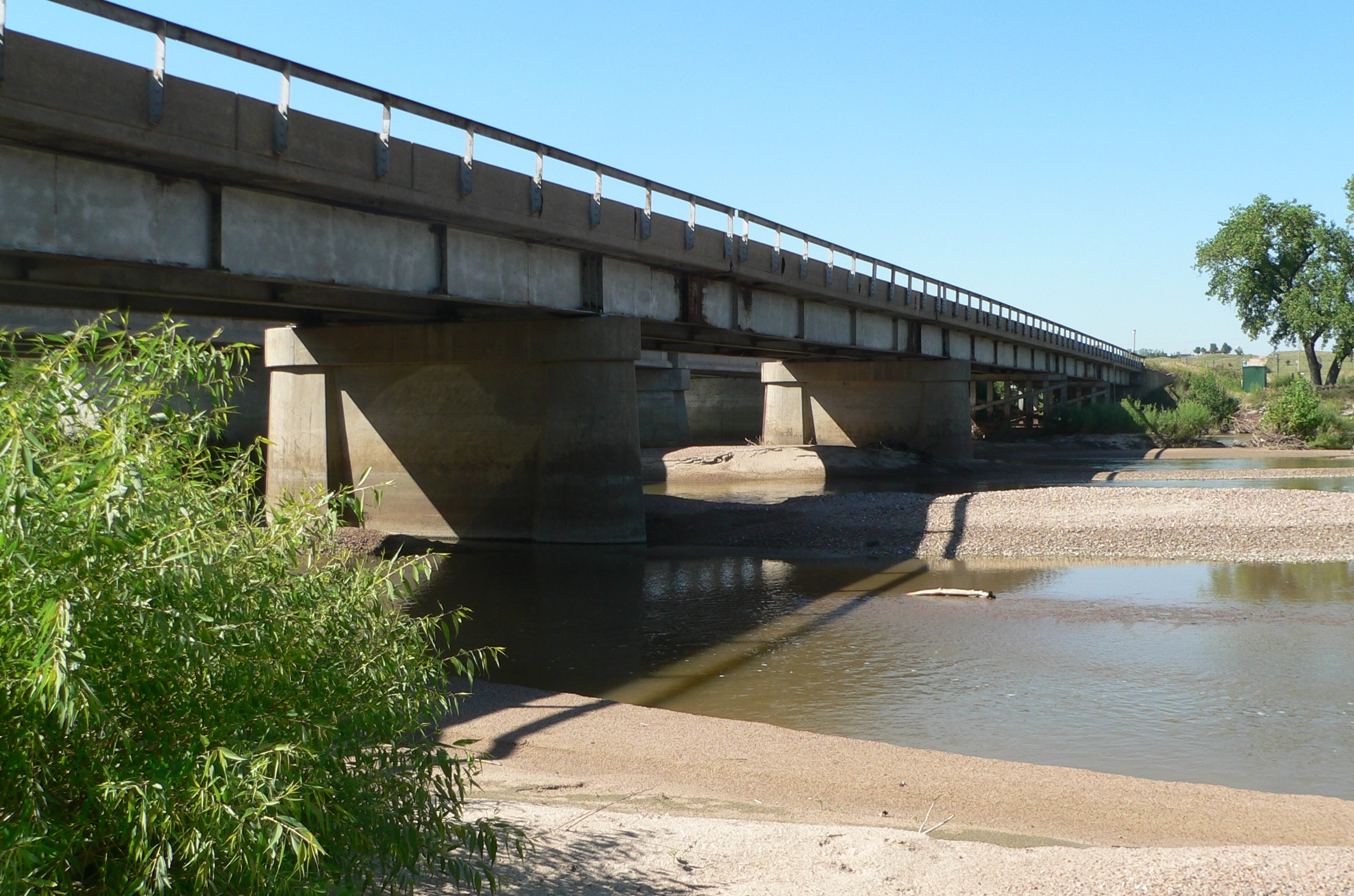
Roscoe State Aid Bridge, gelistet im NRHP

Nach der Volkszählung im Jahr 2000 lebten im Keith County 8875 Menschen in 3707 Haushalten und 2535 Familien. Die Bevölkerungsdichte betrug 3 Einwohner pro Quadratkilometer. Ethnisch betrachtet setzte sich die Bevölkerung zusammen aus 96,75 Prozent Weißen, 0,08 Prozent Afroamerikanern, 0,71 Prozent amerikanischen Ureinwohnern, 0,17 Prozent Asiaten und 1,49 Prozent aus anderen ethnischen Gruppen; 0,80 Prozent stammten von zwei oder mehr Ethnien ab. 4,23 Prozent der Bevölkerung waren spanischer oder lateinamerikanischer Abstammung.
Von den 3707 Haushalten hatten 30,2 Prozent Kinder und Jugendliche unter 18 Jahre, die bei ihnen lebten. 58,6 Prozent waren verheiratete, zusammenlebende Paare, 7,0 Prozent waren allein erziehende Mütter, 31,6 Prozent waren keine Familien, 27,9 Prozent waren Singlehaushalte und in 13,5 Prozent lebten Menschen im Alter von 65 Jahren oder darüber. Die Durchschnittshaushaltsgröße betrug 2,37 und die durchschnittliche Familiengröße lag bei 2,89 Personen.
Auf das gesamte County bezogen setzte sich die Bevölkerung zusammen aus 25,3 Prozent Einwohnern unter 18 Jahren, 5,7 Prozent zwischen 18 und 24 Jahren, 25,3 Prozent zwischen 25 und 44 Jahren, 25,4 Prozent zwischen 45 und 64 Jahren und 18,4 Prozent waren 65 Jahre alt oder darüber. Das Durchschnittsalter betrug 41 Jahre. Auf 100 weibliche Personen kamen 96,5 männliche Personen. Auf 100 Frauen im Alter von 18 Jahren oder darüber kamen statistisch 92,8 Männer.
Das jährliche Durchschnittseinkommen eines Haushalts betrug 32.325 USD, das Durchschnittseinkommen der Familien betrug 39.118 USD. Männer hatten ein Durchschnittseinkommen von 26.523 USD, Frauen 19.024 USD. Das Prokopfeinkommen betrug 17.421 USD. 6,6 Prozent der Familien und 9,3 Prozent der Bevölkerung lebten unterhalb der Armutsgrenze. Davon waren 13,1 Prozent Kinder oder Jugendliche unter 18 Jahre und 8,2 Prozent waren Personen über 65 Jahre.

## Orte im County
- Belmar
- Broganville
- Brule
- Keystone
- Lemoyne
- Martin
- Megeath
- Nevens
- Ogallala
- Paxton
- Roscoe
- Ruthton
- Sarben